# Жніч
Жніч, правильніше зніч (пол. znicz) — за поданнями польської романтичної історіографії XIX століття, у литовській міфології — священний вогонь, а також жрець, який підтримував вічний вогонь. Ще на початку XX ст. стала очевидною хибність цього припущення.
Слово znicz насправді являє собою полонізовану форму дав.-лит. žynis («відун», «шептун»), утвореного від дієслова žinoti («відати», «знати», пор. прасл. *znati). Про уявний «вівтар Жніча», «вогонь Жніча» писали Нарбут, Крашевський, Нарушевич, Афанасьєв, Ян Карлович, Антоній Мержинський.
Твердження про те, що литвини та жмудини начебто називали священний вогонь znicz, з'явилися в праці «Kronika Polska, Litewska, Żmudzka i wszystkiej Rusi…» («Хроніка польська, литовська, жмудська та всієї Русі…», 1582) польського хроніста Мацея Стрийковського (прибл. 1547 — імовірно 1593) та «Kronika Sarmacyey Europskiey» («Хроніка європейської Сарматії», 1611) Алессандро Гваньїні (1538-1614), який використав хроніку Стрийковського. Стрийковський позначення жерця zincz (тобто лит. žynis), яке згадується в «Historiae polonicae libri XIII ab antiquissimus temporibus» («Історії Польщі…») Яна Длугоша (1415-1480), прийняв за позначення священного вогню.
Помилкове значення znicz закріпилося в польській мові, означаючи «вічний вогонь», «полум'я поминальних свічок», «олімпійський вогонь», тобто «секуляризовані» варіанти «священного вогню».